# Bruno Sánchez-Andrade Nuño
Bruno Sánchez-Andrade Nuño (Oviedo, 1981) és un astrofísic espanyol, polític, escriptor, conferenciant i assessor del Banc Mundial. Ha dirigit el programa Planetary Computer de Microsoft.

## Biografia
Nascut a Oviedo, va estudiar Física en la Universitat d'Oviedo, astrofísica en la Universitat de la Llacuna i es va doctorar en Astrofísica en l'Institut Max Planck per a la recerca del sistema solar. Es va mudar als EUA per a estudiar la superfície del Sol en projectes de la NASA i en 2011 va abandonar la recerca acadèmica per a dedicar-se a l'assessoria científica.
Després de deixar l'acadèmia va treballar entre 2011 i 2013 en el Global Adaptation Institute, una ONG centrada en Adaptació al Canvi climàtic i el paper del sector privat. En aquest càrrec va ser revisor expert per al capítol sobre Adaptació del Cinqué Informe d'Avaluació de l'IPCC. En Mapbox va servir des de 2013 com a cap científic. En 2015 es va unir al Laboratori d'Innovació del Banc Mundial, per a liderar el treball de big data.
Hi pertany a juntes estratègiques de diverses companyies, organismes governamentals i ONG, com Inmarsat i IamtheCode. És part del Panell de Jutges del Global Teacher Prize. Va ser guardonat amb el Programa de Beques de Postgrau de Polítiques de Ciència i Tecnologia de Christine Mirzayan de l'Acadèmia Nacional de Ciències dels Estats Units. Des d'octubre de 2017 és vicepresident d'impacte social (VP Social Impact) en Satellogic.
L'abril de 2019 va ser triat com a cap de llista del partit polític paneuropeu Volt per a les eleccions al Parlament Europeu de 2019 a Espanya.
El juliol de 2019 publica el seu llibre Impact Science que tracta sobre el paper del científic fora de l'acadèmia, i enfocat cap a impacte social.
Va passar a formar part del «comité d'experts» en assessorament al Govern d'Espanya durant la crisi de la COVID-19.

## Distincions i reconeixements
- Guardonat en 2019 per l'Institut Choiseul com a líder econòmic d'Espanya.[9]
- Jove Líder Mundial des de 2013 del Fòrum Econòmic Mundial.[10]
- Membre del Global Future Council on Space Technologies del Fòrum Econòmic Mundial.[11]
- Membre fundador de ECUSA.[12]
- President del grup de física solar durant l'Any Internacional de l'Astronomia.[13]
- Portada de la revista Astronomía núm. 124.
- Cocreador d'un dels vídeos utilitzats per a il·lustrar l'entrada Sunspot (Taca solar).
- L'abril de 2020 és convidat pel Govern d'Espanya en qualitat d'expert per a dissenyar l'estratègia de sortida després de la pandèmia de COVID-19.